# آدمیر اسماییچ
آدمیر اسماییچ (انگلیسی: Admir Smajić؛ زادهٔ ۷ سپتامبر ۱۹۶۳) بازیکن سابق و مربی فوتبال اهل بوسنی و هرزگوین است.
از باشگاه‌هایی که در آن بازی کرده‌است می‌توان به باشگاه ورزشی یانگ بویز برن، باشگاه فوتبال بازل و باشگاه فوتبال پارتیزان اشاره کرد.
وی همچنین در تیم‌های ملی فوتبال یوگسلاوی و بوسنی و هرزگوین بازی کرده‌است.
وی در مسابقات بین‌المللی در مجموع برندهٔ ۱ مدال برنز شده‌است.